# Prostitució a la República Popular de la Xina
La prostitució en la República Popular de la Xina és un fenomen que, a diferència d'altres estats, ha patit una sèrie de canvis tant en la seua dimensió com en la seua regulació legal.
Poc de temps després de l'arribada al poder del Partit Comunista Xinès el 1949 van començar una sèrie de reformes amb el propòsit d'erradicar la prostitució a principi dels anys seixanta. Des que es van abolir els controls socials a principi dels anys 80, la prostitució en la Xina continental no sols s'ha tornat més visible, sinó que es pot trobar tant en zones urbanes com rurals. A pesar dels esforços del govern, la prostitució a la Xina ha esdevingut una indústria que aglutina moltes persones i que genera importants beneficis. A la prostitució se li atribuïx generalment una íntima relació amb el crim organitzat, la corrupció i les MTS.
Les activitats relacionades amb la prostitució es caracteritzen per ser de diversos tipus i preus. Els venedors de sexe procedixen de distintes classes socials. La majoria són dones, encara que en els últims anys hi ha hagut un repunt de la prostitució masculina. Els locals on s'exerceix la prostitució solen ser hotels, karaokes i perruqueries.
Mentre que el govern sempre ha estat dur amb els organitzadors de la prostitució, ha mantingut una posició vacil·lant respecte a les prostitutes. En alguns moments ha considerat la conducta com delicte i altres vegades com falta. Des de la reaparició de la prostitució als anys 80, les autoritats governamentals han intentat canalitzar-la en primer lloc a través del sistema legal, amb l'activitat diària de tribunals i la policia i altres vegades a través de campanyes policials de gran intensitat per a fomentar la disciplina social. A pesar dels intents de ONGs internacionals i experts internacionals, no hi ha un corrent favorable a la legalització del sector del sexe ni en la població ni en el govern.

## Prostitució en l'era Maoista

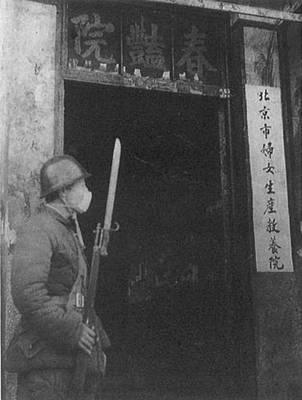
Un centre de reeducació en un antic prostíbul de Pequín, 1949

Després de la victòria del Partit Comunista Xinès el 1949, les autoritats locals van rebre ordes d'erradicar la prostitució. Un mes després de la presa de Pequín, el 3 de febrer de 1949, el nou govern municipal, encapçalament per Ye Jianying va anunciar la creació d'una política per a controlar els bordells de la ciutat. El 21 de novembre es van tancar els 224 establiments i 1286 prostitutes i 434 amos i proxenetes van ser arrestats en 12 hores per uns esquadrons especials de la policia. La repercussió va ser tal, que la campanya s'ha commemorat en nombroses ocasions. A causa de la gran repercussió social que porta aparellada i l'escassetat de mitjans materials i humans, la majoria de les ciutats va adaptar un sistema gradual, començant amb el control i acabant per la prohibició dels bordells. Este mètode va ser utilitzat entre altres ciutats per Tianjin, Shanghai i Wuhan. Generalment consistia en un sistema d'administració municipal que controlava l'activitat dels bordells i la desmoralització dels clients habituals. L'efecte d'estes mesures va suposar la disminució gradual de bordells en la ciutat fins a arribar a una situació en què es va poder tancar els pocs bordells que quedaven a l'estil de Pequín, completant-ho amb un programa de reeducació e reinserció social. Els programes de reeducació van tindre un gran auge en Xangai, on el nombre de treballadors del sexe va augmentar fins a cent mil després de la Segona Guerra Sinojaponesa.
A principis dels anys 60, estes mesures havien aconseguit eliminar les formes visibles de prostitució en la Xina continental. Segons el govern del PCX, el control de la prostitució va suposar la quasi erradicació de les MTS. Per a destacar este fet, el 1964 es van tancar els 29 instituts d'investigació de malalties de transmissió sexual.
Segons el marxisme, les dones que venien sexe eren vistes com a persones forçades a exercir la prostitució per a sobreviure. L'erradicació de la prostitució era per tant un dels principals objectius del govern comunista i va suposar la primera prova de la supremacia del maoisme. La prostitució va deixar de ser un problema social a la Xina durant unes tres dècades. Estudis recents han demostrat, que la desaparició de la prostitució davall el règim maoista va estar lluny de completar-se. Pa Suiming, un dels majors experts xinesos en prostitució, argumenta que la prostitució invisible: en la forma de dones proporcionant servicis sexuals als esquadrons per a obtindre determinats privilegis, va esdevenir un dels distintius de la Xina maoista, especialment a la darreria de la Revolució Cultural.

## Prostitució després de 1978
| Detencions relacionades amb la prostitució durant les campanyes policials de (1983-1999) | Detencions relacionades amb la prostitució durant les campanyes policials de (1983-1999) |
| ---------------------------------------------------------------------------------------- | ---------------------------------------------------------------------------------------- |
| any                                                                                      | Detencions relacionades amb la prostitució                                               |
| 1983                                                                                     | 46.534                                                                                   |
| 1989-90                                                                                  | 243.183                                                                                  |
| 1996-7                                                                                   | aprox. 250.000                                                                           |
| 1998                                                                                     | 189.972                                                                                  |
| 1999                                                                                     | 216.660                                                                                  |

El ressorgiment de la prostitució en la Xina continental va coincidir amb la introducció de la política de liberalització de l'economia xinesa de Deng Xiaoping en 1978. Segons les estadístiques incompletes de tot el país, la taxa de prostitució a la Xina ha anat creixent any rere any a partir de 1982. Entre 1989 i 1990, 243.183 persones van ser detingudes per activitats relacionades amb la prostitució. Zhang Ping estima que esta dada policial només suposa el 25-30% del total de persones involucrades en este món. La prostitució és un dels sectors que més fa créixer a l'economia xinesa, emprant a uns deu milions de persones i amb un nivell de consum estimat en un bilió de yuans. Seguint a una campanya policial en 2000, l'economista xinés Yang Fan va estimar que el PIB Xinés va descendir un 1% a causa de la reducció de les despeses de les prostitutes que van perdre el seu treball.
El ressorgiment de la prostitució va estar relacionat en un principi amb les ciutats costaneres, però des de principis dels anys 90 se va anar ampliant a zones de l'interior com les províncies de Guizhou, Yunnan i Tibet. En els anys 80, el perfil de prostituta era una jove d'origen rural i amb escassos estudis procedent de les províncies remotes de Sichuan i Hunan. En la passada dècada, s'ha arribat a la conclusió que la majoria de dones que s'inicien en la prostitució ho fan per voluntat pròpia. El potencial de beneficis de la prostitució com una forma alternativa de treball implica major capacitat econòmica, accés a cercles socials alts i mantindre una millor qualitat de vida. Els mitjans controlats pel govern han prestat molta atenció als residents urbans implicats en la prostitució, especialment a les dones amb estudis universitaris. Pareix que hi ha una creixent acceptació de la prostitució. En un estudi de 1997, el 46,8% dels estudiants de pregrau a Pequín va admetre haver considerat l'opció d'accedir a servicis de prostitució. Les demandes, s'han associat a les polítiques d'un sol fill.
La prostitució se sol atribuir a la corrupció dels governs locals. Alguns funcionaris creuen que oferint prostitució en operacions de negocis porta beneficis econòmics, desenrotllant el turisme i creant una bona font d'ingressos per impostos. En algunes ocasions, la policia s'ha vist implicada en la gestió de hotelés de categoria alta, on té lloc prostitució, o acceptant suborns i demandant favors sexuals per a ignorar l'existència d'activitats relacionades amb el sexe. La corrupció del govern també està implicada però de forma més indirecta — cada vegada s'abusa més de diners públics per a consumir servicis sexuals. Pa Suiming sosté que la Xina té un tipus específic de prostitució que consistix en la disputa entre aquells que usen el seu diners i autoritat per a rebre sexe i aquells que utilitzen el sexe per a obtindre privilegis.
A part dels incidents violents associats directament a la prostitució, s'ha produït un augment de les agressions físiques i fins i tot assassinats per a robar a les prostitutes. També s'ha produït un repunt dels delictes, especialment relacionats amb fraus i robatoris per homes que reben serveis sexuals i suborns per part de funcionaris públics. Els delinqüents solen utilitzar la falta d'interès dels participants en operacions de prostitució per a dur a terme les activitats delictives. El crim organitzat té molta importància en Xina, especialment quant al tràfic d'éssers humans dins i fora del país per a exercir la prostitució. Generalment a les prostitutes se’ls força a traslladar-se després de ser violades diverses vegades. En la Xina continental està augmentant el nombre d'addictes a l'heroïna, la drogoaddicció els impulsa a cometre delictes per a poder finançar-se la droga.
Les malalties de transmissió sexual han augmentat conforme augmenta el fenomen de la prostitució. Els experts afirmen que la prostitució és la via principal per al contagi del VIH, tal com ocorren en països com Tailàndia i l'Índia. Algunes regions del país han introduït una política perquè l'ús del preservatiu, inspirat en l'èxit tailandés que va aconseguir reduir el nombre d'infeccions per VIH. Altres intervencions s'han dut a terme en alguns llocs, com l'educació sexual, els consells professionals i els test voluntaris de VIH.

## Tipus i locals
La policia xinesa ordena les pràctiques de prostitució en una jerarquia descendent de 7 escalons encara que esta classificació no cobrix totes les pràctiques que existixen. Estos escalons representen la naturalesa heterogènia de la prostitució i les prostitutes. Al qualificar-se segons el tipus de prostitutes, els servicis que s'oferixen poden ser distints. En alguns escalons, per exemple, no es diferencia entre el sexe anal i sexe oral. Paral·lelament a l'origen de les prostitutes, l'origen dels homes que usen els servicis també és molt variat.
Primer escaló - baoernai (包二奶)
Dones que actuen com a segones manilles d'homes adinerats i en posicions influents, inclosos els governants i empresaris de la Xina continental, així com homes de negocis de l'estranger. Esta pràctica es definix com a prostitució pel fet que majoritàriament les dones necessiten a un home que els proveïsca de suport econòmic en forma de pensió regular. Estes dones cohabiten sovint amb els seus "clients" i en algunes ocasions tenen ambició de convertir-se en l'esposa real.
Segon escaló - baopo (包婆 "senyoreta de companyia")
Dones que acompanyen homes de classe alta per un temps determinat, per exemple, durant un viatge de negocis, rebent una compensació econòmica per això.
Els dos primers escalons han estat objecte d'un acalorat debat públic pel fet que estan explícitament relacionats amb la corrupció governamental. Molts comentaristes han sostingut que estes pràctiques són una expressió concreta del dret burgés. L'associació All-China Women's Federation, que és un dels principals baluards del moviment feminista en Xina, així com grups de dones de Hong Kong i Taiwan, unixen els seus esforços per a erradicar esta forma de concubinat, ja que les consideren pràctiques que violen la seguretat econòmica i emocional del contracte marital.
Tercer escaló - santing (三厅 "tres sales")
Dones que duen a terme actes sexuals amb homes en karaokes, discoteques, bars, teteries i restaurants i altres establiments. Estes dones reben recompensa econòmica en forma de propines així com una comissió pels beneficis obtinguts pel consum de menjars i begudes per part del client. De forma eufemística s'anomena a estes dones sanpei xiaojie (三陪小姐: "Dones dels tres acompanyaments"). Estes dones solen començar permetent que se’ls toque el cos per a més tard, si el client ho desitja, practicar sexe.
Quart escaló - "Xiques del timbre" (叮咚小姐 "senyoretes dingdong")
Dones que busquen compradors potencials de sexe cridant a les habitacions d'un hotel. La pràctica comuna és només un contacte sexual, encara que també s'oferixen servicis de tota la nit pels quals es paga habitualment el doble o el triple del preu individual.
Quint escaló - falangmei (发廊妹 "Assistentes de perruqueria")
Dones que treballen en llocs que oferixen servicis sexuals comercials davall el sobrenom de massatges, gimnàs, sauna, barberia, perruqueria i termes. Els serveis habituals són la masturbació i el sexe oral.
Sext escaló - jienü (街女 "Xiques dels carrers")
Dones que s'oferixen als homes en els carrers.
Sèptim escaló - xiagongpeng (下工棚 "prostitutes de xaboles")
Dones que venen sexe a treballadors de barris baixos o zones rurals.
Els dos últims escalons es caracteritzen per ser exclusivament per a aconseguir diners o un altre tipus de recompensa material. No estan relacionats explícitament amb la corrupció del govern, ni el nou sector de negocis xinesos. Les dones classificades en els dos últims escalons venen sexe a canvi de xicotetes sumes de diners, aliments o refugi.

## Respostes legals
La República Popular Xina rebutja l'argument que la prostitució en ser una transacció mediocre entre el consentiment dels individus i la prohibició legal constituïx una violació de les llibertats civils. Com a norma general, la resposta legal de la República Popular Xina és la penalització de les activitats dutes a terme per terceres persones en el món de la prostitució. Açò es du a terme a través de sancions administratives i en millor mesura a través del codi penal.

## Legislació sobre prostitució
| Legislació sobre la prostitució | Legislació sobre la prostitució |
| ------------------------------- | --- |
| any                             | Legislació |
| 1987                            | Regulacions sobre els càstigs de l'administració de seguretat (中华人民共和国治安管理处罚条例).                                         |
| 1991                            | Decisió que prohibix estrictament la venda i compra de sexe (严禁卖淫嫖娼的决定).                                                       |
| 1991                            | Decisió sobre el càstig sever a aquells que prostituïsquen i trafiquen amb dones i xiquets. (严惩拐卖、绑架妇女、儿童的犯罪分子的决定). |
| 1992                            | Llei sobre la protecció dels drets i interessos de les dones (妇女权益保障法).                                                          |
| 1997                            | Reforma del Codi Penal (中华人民共和国刑法).                                                                                            |
| 1999                            | "Regulacions sobre la gestió de centres d'oci" (娱乐场所管理条例).                                                                      |

Fins a la dècada dels 80, la prostitució no era tinguda en compte pel Congrés de la Xina. primer codi penal de la República Popular Xina i la Llei d'Enjudiciament Criminal de 1979 no feia referència explícita a les activitats de les prostitutes i els seus clients. El control legal de la prostitució es va fer efectiu a través de la regulació provincial, basada en polítiques concretes fins a la introducció de les regulacions sobre els castics per part de l'administració de seguretat el 1987. Les regulacions consideren vendre sexe com un delicte (卖淫)així com "tindre relacions il·lícites amb una prostituta" (嫖宿暗娼).
La prostitució només va esdevenir un objectiu especial amb règim estatutari a principis dels 90. Com a resposta a la sol·licitud del Ministeri de Seguretat Pública i a l'associació All-China Women's Federation, l'congrés va legislar ampliant els controls a la prostitució: La decisió sobre la prohibició estricta de la venda i compra de sexe de 1991 i la decisió sobre l'establiment de castics severs contra els que prostituïsquen o trafiquen amb dones i xiquets, del mateix any. Afegint pes simbòlic a estes regulacions, en 1992 es va crear la Llei sobre la protecció dels drets i interessos de les dones, que definix a la prostitució com una pràctica social que viola els drets inherents de les dones en l'exercici de la seua personalitat.
La reforma del codi penal xinés en 1997 manté el delicte de participar en accions de prostitució com tercer. La pena capital pot ser el castic en estos casos encara que es fa servir només en casos d'activitats de prostitució organitzada o que presenten activitats criminals addicionades, com a delictes continuats, violacions i lesions serioses. Les activitats de les prostitutes i els seus clients continuen estant regulades pel Dret Administratiu amb, l'excepció d'aquells que embena o compre sexe amb el coneixement precís que està infectat per una malaltia de transmissió sexual i aquells que practiquen sexe amb menors de 14 anys. Des de 2003, es perseguix la prostitució homosexual masculina.
El codi penal del 1997 va codificar normes de la decisió de 1991, establint un sistema de control sobre llocs oberts al públic, especialment llocs d'oci. L'últim objectiu consistix a acabar amb els beneficis que obtenen els empresaris, generalment hòmens, per encobrir la prostitució de tercers. La intervenció governamental en els negocis d'oci té la seua concreta expressió en les regulacions concernents a la gestió de llocs públics d'entreteniment de 1999. En elles es consigna una gran varietat de pràctiques comercials susceptibles a encobrir la prostitució. Estes lleis s'han reforçat a través de mesures que incidixen directament en l'organització interna dels locals d'oci.

## Mesures disciplinàries del Partit
Com a resultat de les protestes per a acabar amb la corrupció governamental, a mitjan anys noranta es van crear lleis que prohibien que funcionaris de l'estat regentaren establiments d'oci, per a evitar que es dugueren a terme negocis il·legals. Les normes disciplinàries del Partit Comunista de 1997 prohibixen als funcionaris posseir una amant o recórrer a la prostitució sota pena de perdre el seu lloc en el partit. El compliment d'estes mesures s'ha dut a terme a través d'alguna auditoria als funcionaris del govern. Estes auditories van començar l'any 1998. Seguint les instruccions d'esta normativa, els mitjans xinesos han publicat nombrosos casos d'oficials del govern sent jutjats per abusar del seu poder en temes relacionats amb la prostitució.

## Polítiques
A pesar de la regulació legal, el Ministeri de Seguretat Pública sol tractar les prostitutes com quasi-delincuentes. La policia xinesa realitza controls regulars en els espais públics, ajudats moltes vegades per associacions ciutadanes per a perseguir la prostitució. Pel fet que les prostitutes d'escalons baixos treballen en el carrer són les més fàcils de detenir. També és més comú que es detinga les prostitutes en compte d'als clients. La gran majoria dels detinguts per motius de prostitució solen ser llocs en llibertat després del pagament d'una multa i una fiança.
En resposta a estes patrulles, els venedors i compradors de sexe han adoptat una gran varietat de tàctiques per a evitar les detencions. La mobilitat espacial que permeten els sistemes de comunicació moderns, com ara els mòbils i els busca, així com els mitjans de transport moderns com els taxis i els cotxes privats han reduït en gran manera la capacitat de la policia per a detenir les persones relacionades amb el món de la prostitució. Les prostitutes han començat a utilitzar Internet, especialment programes de missatgeria instantània com el MSN Messenger per a contactar amb clients. En 2004, PlayChina, un portal sobre prostitució va ser tancat per la policia.
Junt amb les polítiques de prevenció, que són a llarg termini, es troben les campanyes policials periòdiques. Estes batudes es complementen amb anuncis en els mitjans sobre la legislació existent en matèria de prostitució en tot el país. A més se solen publicar estadístiques dels arrestos així com d'informes de funcionaris explicant com serà de difícil erradicar la prostitució. L'ús d'aquestes campanyes ha estat fortament criticat per estar inspirat en una ideologia desacreditada típica dels anys 50.
La primera meta dels controls sobre la prostitució de la República Popular Xina als anys 90 eren els locals d'entreteniment i els hostatgeries. Aquests controls van culminar amb les campanyes de final dels anys 1999 i 2000. Mentres que estes campanyes han fracassat en el seu intent per erradicar la prostitució, sí que s'han aconseguit millores quant a les circumstàncies laborals de les dones, especialment amb l'abolició dels contractes laborals amb fins sexuals i el dret a no ser sexualment assetjades en el lloc de treball.
La policia xinesa ha demostrat, no obstant això, que és incapaç d'erradicar el tipus de prostitució dels escalons més alts. La naturalesa del concubinat i segona dona fa que siga la societat l'encarregada de perseguir-ho i no una labor policíaca. A causa dels canvis socials, la policia xinesa està professionalment obligada a no entremetre's en les relacions de les persones d'una forma coercitiva. Les forces de seguretat varien en la seua forma d'acostar-se al subjecte depenent de la zona on es trobe. En algunes àrees, els "centres de massatges" dels carrers principals se solen deixar impunes encara sabent que en ells es practica la prostitució.

## La qüestió de la legalització
Les activitats il·legals i els problemes associats amb la prostitució són un punt a favor del seu reconeixement legal. Un important nombre de ONGs i organitzacions de Drets Humans han criticat el govern xinés per no complir la Convenció de les Nacions Unides per a l'eliminació de totes maneres de discriminació per a les dones. En concret, critiquen que el govern de la República Popular Xina no ha reconegut la prostitució voluntària com una forma legítima de treball, penalitzant les prostitutes dels llocs baixos de la classificació que ven sexe i exonerant els hòmens que compren sexe, al mateix temps que s'ignora la complicitat governamental.
Les directrius centrals dictades pel partit comunista no permeten el suport popular a la legalització de la prostitució. Els arguments a favor de la legalització, no obstant això, sí que existixen. Al contrari, alguns comentaristes suggerixen que el reconeixement legal de la indústria del sexe unit al desenrotllament econòmic reduiria el nombre de dones en el món de la prostitució. Alguns comentaristes xinesos han estat especialment crítics amb els controls establerts pel govern, a causa de l'enfocament marxista basat en el gènere i la naturalesa discriminatòria que se’ls dona, així com pels abusos als drets humans. Alguns comentaristes de la Xina i l'estranger argumenten que la política d'exclusió de la prostitució és problemàtica pel fet que amb ella no es fomenta l'ús de mètodes per a evitar les malalties de transmissió sexual.
Mentres que els controls a la prostitució s'han reduït en el nivell local, no hi ha ímpetu per a legislar en el nivell estatal. A més, la legalització no compta amb el respatler popular. A causa de la naturalesa subdesenvolupada de l'economia xinesa i el sistema legal existent, hi ha un argument que diu que la legislació complicaria la difícil tasca d'establir la responsabilitat llegar per a les terceres persones relacionades amb la prostitució i el tràfic de dones. Sondejos realitzats a la Xina suggerixen que les formes clandestines de prostitució continuaran proliferant a pesar de l'establiment de negocis legals de prostitució, a causa de les sancions socials contra els que treballen o patrocinen un barri roig. Els problemes associats amb l'ocupació femenina també limiten l'efectivitat de la legalització. Açò inclou la falta de sindicats independents i l'accés limitat dels individus a la sanitat pública.

## Prostitució en els mitjans
La varietat de pràctiques de prostitució ha creat un gran nombre de vocabularis col·loquials. La prostitució és un subjecte popular entre els mitjans, especialment en Internet. Les notícies sobre batudes policials i sobre tragèdies familiars relacionades amb la prostitució es publiquen de forma sensacionalista. Un bon exemple d'això va ser la notícia d'una orgia entre 400 japonesos i 500 prostitutes xineses en 2003 la qual, en part per l'odi als japonesos, va ser coberta amb especial difusió en els mitjans xinesos. Un altre cas molt famós va ser el d'Alex Ho Wai-to, un candidat del Partit Demòcrata de Hong Kong a l'Assemblea Legislativa d'Hong Kong, que va haver de passar 6 mesos de treballs socials per fer ús dels servicis d'una prostituta.
La prostitució s'ha configurat com un objecte d'art en l'actualitat, especialment en el cine xinés. La pel·lícula Hongfen, de Li Shaohong de 1995 comença en 1949 amb l'internament de les prostitutes de Shanghai en els centre de reeducació, comptant la història d'un triangle amorós entre dues prostitutes i un dels seus clients. Una de les prostitutes, Xiaoe intenta penjar-se en el centre. Quan se li pregunta per la raó, diu que havia nascut en un bordell i que li agradava eixe estil de vida, desafiant l'autoritat del govern de la República Popular Xina. En 1998 es va estrenar la pel·lícula Xiu Xiu, un retrat sobre la prostitució en la Xina rural durant l'època maoista. La pel·lícula independent Seafood, estrenada en 2001 va ser més franca en la descripció de la prostitució en l'època de la complicada relació entre la prostitució i la legislació. En la pel·lícula, una prostituta de Pequín es desplaça a una zona costanera per a suïcidar-se. El seu intent és frenada per un oficial de policia que li infligix abusos sexuals. Ambdues pel·lícules, que van tindre molt èxit en l'estranger, amb prou feines van tindre repercussió en la Xina continental, a causa de les restriccions governamentals. La representació de la prostitució en la ficció és molt comú. L'escriptor amb major reconeixement és Jiu Dan; el seu retrat de les prostitutes xineses a Singapur en la seua novel·la Wuya ha estat objecte d'una gran controvèrsia.
Als mitjans occidentals, s'han publicat reportatges sobre la prostitució des de la fi dels anys 80 que mostren que la població xinesa ha abandonat l'ideal purità de Mao i es decanta per l'alliberament sexual i la llibertat individual. Els comentaristes actuals tendixen a expressar reserves sobre la prostitució, criticant al PCX per no garantir la igualtat econòmica i social dels home i dones, ratllant-los d'hipòcrites per continuar condemnant la prostitució basant-se en la moral i perseguint les prostitutes.